# Новеђина (Ла Специја)
Новеђина је насеље у Италији у округу Ла Специја, региону Лигурија.
Према процени из 2011. у насељу је живело 13 становника. Насеље се налази на надморској висини од 187 м.